# Nicușor Dan
Nicușor Dan (Făgăraș, 20 de desembre de 1969), de nom complet Nicușor Daniel Dan, és un matemàtic i estadista romanès.

## Biografia
El 2015 va fundar la Unió Salva Bucarest (USB), de caràcter liberal, que l'any següent es va convertir en la Unió Salva Romania (USR). Diputat del 2016 al 2020, va ser elegit alcalde de Bucarest el 2020.

### President de Romania
Candidat a les eleccions presidencials romaneses de 2025, va ser elegit a la segona volta contra el candidat nacionalista i euroescèptic George Simion amb el 53,60% dels vots.